# Співвідношення Релея
Співвідношення Релея (рос. соотношение Релея, англ. Rayleigh ratio) — величина (R), що характеризує інтенсивність розсіяння світла під кутом (θ). Вона визначається за рівнянням:
R(θ) = Iθ r2/(I f V),
де Iθ — загальна інтенсивність розсіюваного під кутом θ світла, r — відстань від точки розсіяння, I — загальна інтенсивність падаючого світла, f — множник, який враховує явища поляризації, V — об'єм розсіяння.
Для розсіяння світла залежно від поляризації, f = 1 для вертикально поляризованого світла, f = cos2θ для горизонтально поляризованого світла and f = (1 + cos2θ)/2 для неполяризованого світла.